# 扎洛謝米耶湖
56°21′45″N 28°24′30″E / 56.36250°N 28.40833°E
扎洛謝米耶湖（俄语：Залосемье），是俄羅斯的湖泊，位於該國西北部，由普斯科夫州負責管轄，處於謝別日區，面積1.3平方公里，集水區面積17.8平方公里，平均水深2.7米，最大水深6米。